# Fraszki (Ostrowy Tuszowskie)
Fraszki – część wsi Ostrowy Tuszowskie w Polsce, położona w województwie podkarpackim, w powiecie kolbuszowskim, w gminie Cmolas.
W latach 1975–1998 część wsi administracyjnie należała do województwa rzeszowskiego.